# 8K (разрешение)
8K — обозначение разрешающей способности в цифровом кинематографе и компьютерной графике, приблизительно соответствующее 8000 пикселей по горизонтали. 8K рассматривается как преемник разрешения 4K.

Размеры кадра с разрешениями 8K UHD, 4K UHD, FHD и SD при одинаковом размере пикселя

## Описание
8K UHD (4320p) имеет разрешение 7680×4320 (33,1 мегапиксель), которое превосходит предыдущий стандарт телевидения сверхвысокой чёткости в четыре раза. В 2013 году скорость интернет-каналов была непригодна для обеспечения нужд HDTV, поэтому развитие 8K UHD опирается на Спутниковое вещание для передачи данных. Также популяризация данного формата окажет положительное влияние на развитие стандартов сжатия нового поколения.

### Стандарт
В соответствии с официальным стандартом, утверждённым ассоциацией потребительских технологий, телевизоры 8К (Ultra HD) должны отвечать следующим требованиям: разрешение не менее 7680×4320 пикселей, минимум 33 миллиона активных пикселей, соотношение сторон 16:9, глубина цвета 10 бит и наличие HDMI-интерфейса. Кроме того, должна иметься поддержка основных функций HDR, частота обновления 25, 50 и 100 кадров в секунду, защита по стандарту HDCP 2.2, а также умение масштабировать до 4K любое видео с более низким разрешением. Логотип стандарта на прошедшие сертификацию модели производители начали наносить начиная с 2020 года.

## Разрешение
| 7680×2160 | 32:9  | 16,5 мегапикселей |
| 7680×4320 | 16:9  | 33,1 мегапиксель  |
| 8192×1024 | 8:1   | 8,3 мегапикселя   |
| 8192×1638 | 5:1   | 13,4 мегапикселя  |
| 8192×4096 | 2:1   | 33,5 мегапикселей |
| 8192×5120 | 16:10 | 41,9 мегапикселей |
| 8192×5464 | 3:2   | 44,7 мегапикселей |
| 8192×6144 | 4:3   | 50,3 мегапикселя  |
| 8192×8192 | 1:1   | 67,1 мегапиксель  |
| 8400×3600 | 21:9  | 30,2 мегапикселя  |

Разрешение 8K превосходит другой стандарт — 4K — приблизительно вдвое по каждой стороне кадра.
8K UHD можно представить как 1080p формат, объединённый четыре раза по вертикали и горизонтали. Пример:
- ширина: 1920×4=7680
- высота: 1080×4=4320

| 8K UHD (7680×4320=33 177 600 пикселей) | 8K UHD (7680×4320=33 177 600 пикселей) | 8K UHD (7680×4320=33 177 600 пикселей) | 8K UHD (7680×4320=33 177 600 пикселей) |
| -------------------------------------- | -------------------------------------- | -------------------------------------- | -------------------------------------- |
| 1080p (1920×1080)                      | 1080p (1920×1080)                      | 1080p (1920×1080)                      | 1080p (1920×1080)                      |
| 1080p (1920×1080)                      | 1080p (1920×1080)                      | 1080p (1920×1080)                      | 1080p (1920×1080)                      |
| 1080p (1920×1080)                      | 1080p (1920×1080)                      | 1080p (1920×1080)                      | 1080p (1920×1080)                      |
| 1080p (1920×1080)                      | 1080p (1920×1080)                      | 1080p (1920×1080)                      | 1080p (1920×1080)                      |

## Устройства

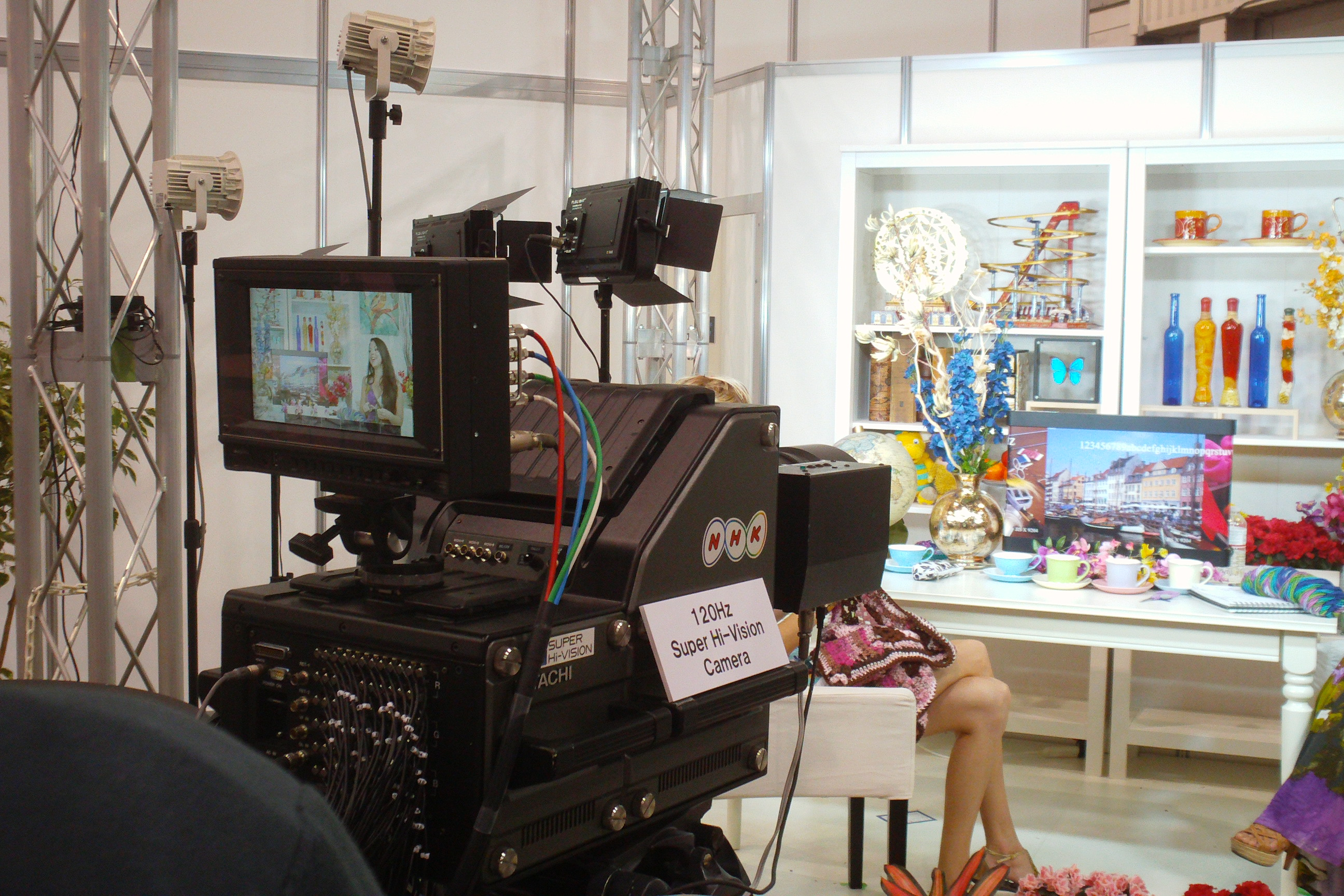
Передающая камера Hitachi разрешением 8K, анонсированная в Лас-Вегасе на «NAB Show»

### Проекторы 360°
8K- полнокупольные (360°) проекторы с разрешением 8192×8192 (67,1 млн мегапикселей) — это самые современные в 2013 году устройства, часто используемые для планетария. Качество картинки в данных устройствах превосходит обычные HDTV в четыре раза. Пример:
- ширина: 1920×4,266=8192
- высота: 1080×7,58=8192

### Телевизоры
- Samsung Q950TS (2020) — 8K-телевизор с разрешением 7680 × 4320 пикселей, который полностью лишён рамок[6].
- Samsung QE65 QN800AU или QE65 QN900AU (2021) — 65-дюймовые телевизоры формата 8К[7].
- Samsung QN700B, QN800B, QN900B (2022) — линейка 8K-телевизоров 2022 года[8].
- Samsung Neo QLED QN900C (2023) — 8K-телевизор с 14-битной подсветкой Mini-LED и пиковую яркость до 4000 кд/м2[9].
- Sharp LV-85001 (2015) — 8K-телевизор с разрешением 7680 × 4320 был впервые представлен на выставке CES 2013. 31 октября 2015 года 8K-телевизор LV-85001 поступил в продажу[10][11].
- Sony Bravia ZG9 (2019) — 85-дюймовым или 98-дюймовым экраном телевизоры формата 8К[12].
- Xiaomi Mi TV Master Series 82 Ultra (2020) — 8K-телевизор с 14-битной подсветкой Mini-LED и пиковую яркость до 4000 кд/м2[13].

### Мониторы
- Dell UltraSharp UP3218K (2017) — первый 32-дюймовый монитор с разрешением 7680 × 4320 пикселей (соотношение сторон 16:9), выпущен весной 2017 года, по состоянию на июнь 2022 года его цена около $4 500[14][15].
- Samsung Odyssey Neo G9 (2023) — 57-дюймовый игровой монитор с разрешением 7680 × 2160 пикселей (Dual UHD, соотношение сторон 32:9)[16].
- Sharp 8M-B32C1 (2021) — 32-дюймовый монитор с разрешением 7680 × 4320 пикселей (соотношение сторон 16:9)[17].

### Видеокамеры
- 8K-камера Astro Design была анонсирована в 2013 году.
- Hitachi продемонстрировал 8K-камеру «Hi-Vision» в 2013 году.

### Компьютеры
- Apple Mac Pro[18][19] и Mac Studio (2023)[20][21] — поддерживают одновременное воспроизведение 22 видеопотоков в разрешении 8K ProRes 422, и одновременный вывод картинки на шесть 6K-мониторов Pro Display XDR[англ.][22][23].

### Смартфоны
- ZTE Nubia Red Magic 3 — первый смартфон, который снимает видео в разрешение 8K при частоте 20 кадров в секунду.
- Samsung в 2020 году представила смартфон Samsung Galaxy S20, позволяющий снимать видео с разрешением 7680x4320 при частоте 25 кадров в секунду.[24]. У Samsung Galaxy S23 видео с разрешением 7680x4320 при частоте 30 кадров в секунду.
- Xiaomi Mi 10 Pro — третий смартфон, который снимает видео в разрешение 8K при частоте 40 кадров в секунду.
- ZTE Nubia Red Magic — 5G смартфон, который снимает видео в разрешение 8K при частоте 50 кадров в секунду.

## Факты
К открытию Олимпиады 2020 года в Токио было предусмотрено осуществить переход к трансляции видео в формате 8К UHDTV (4320p) на основе технологии MIMO.
Во время церемонии открытия Олимпиады 23 июля 2021 года такая трансляция велась для зрителей из Японии компанией NHK.

## Кинематограф
В 2012 году компанией Sony Pictures была сделана цифровая реставрация фильма «Лоуренс Аравийский» в формате 8K для Blu-ray издания и повторного кинотеатрального показа в честь 50-летия фильма. По словам Гровера Криспа, исполнительного вице-президента Sony Pictures по реставрации, новый скан в формате 8K имеет настолько высокое разрешение, что при его рассмотрении в верхней части кадра видна серия тонких концентрических линий, «напоминающих отпечатки пальцев». Причиной этого стало плавление и растрескивание эмульсии пленки в жарких условиях пустыни во время производства. Компании Sony пришлось нанять стороннюю фирму, чтобы минимизировать или устранить артефакты ряби в новой отреставрированной версии.
17 мая 2013 г. в Институте Франклина состоялась премьера фильма To Space and Back — 3D-видео с разрешением 8K, 60 кадров в секунду, продолжительностью около 25 минут. Во время премьерного показа в планетарии Фельса он воспроизводился в формате 4K, 60 кадров в секунду.
В ноябре 2013 года на Токийском кинофестивале NHK показала экспериментально-драматический короткометражный фильм «Хор», снятый в формате 8K и со звуком 22.2.
6 января 2016 года режиссёр Джеймс Ганн заявил, что фильм «Стражи Галактики. Часть 2» станет первым полнометражным фильмом, снятым в формате 8K с использованием камеры Red Weapon 8K VV.

## Стандарты YouTube
Лидер рынка видеохостинга YouTube для видео с соотношением сторон 16:9 рекомендует использовать следующие разрешения:
- 4320p (8K): 7680 x 4320
- 2160p (4K): 3840 x 2160
- 1440p (QHD): 2560 x 1440
- 1080p (FHD): 1920 x 1080
- 720p (HD): 1280 x 720
- 480p (SD): 854 x 480
- 360p (SD): 640 x 360
- 240p (SD): 426 x 240

С 2022 года на платформе постепенно прекращается поддержка воспроизведения видео в разрешениях между 4K и 8K. Например, разрешение 5K может быть больше не доступно.